# André Crochepierre
André Crochepierre (né Antoine André Crochepierre à Villeneuve-sur-Lot le 31 mai 1860, où il est mort le 28 décembre 1937) est un peintre réaliste académique qui, en décalage face aux mouvements impressionniste puis cubiste, post-impressionniste ou fauviste de son temps, devint le portraitiste de la bourgeoisie villeneuvoise. Il se spécialisa aussi dans des scènes de genre.

## Biographie
La mort prématurée de son père, agent des Ponts et Chaussées qui l'a sensibilisé aux arts, le contraint à abandonner ses études et à solliciter un emploi aux Ponts et Chaussées. Il obtient néanmoins son baccalauréat en candidat libre à 16 ans.
Autodidacte, il réalise les portraits de son entourage et est remarqué par l'ingénieur Benjamin Detraux, directeur de la compagnie des Ponts et Chaussées, qui l'introduit dans les milieux artistiques parisiens.
Il entre dans l'atelier de William Bouguereau en 1882-1883 où il suit un enseignement classique. Il retourne dans sa province en 1884 et conserve une vision académique.
À partir de 1880, il est présenté lors de chaque Salon des Artistes Français, obtennant en 1882 la mention honorable, en 1891 la médaille, et en 1900 la médaille de l'Exposition universelle. Connu également à l'étranger, plusieurs galeries américaines achètent ses toiles. Son succès lui permet de vivre aisément de son art.
Il épouse en 1894 Amélie Detraux, la fille de son protecteur, et ils vivent six mois par an dans la Villa Michel-Ange à Auteuil, et le reste du temps travaille dans son atelier villeneuvois.
Il présente encore des toiles aux Salons de 1926 et 1933, mais réside alors principalement à Villeneuve. Il accepte la Légion d'honneur que quelques amis souhaitent lui voir porter, mais il demande que l'on défasse les petits rubans de ses vêtements.
Il se lie d'amitié avec Alban Vergne conservateur du Musée Municipal de Villeneuve-sur-Lot et Paul Froment, poète occitan, qui organisent une exposition rétrospective de son œuvre en collaboration avec Evariste Malbec.
En 1929 il est paralysé de la main droite et peint quelques paysages de la main gauche.
Il meurt en 1937. Amélie lui survivra jusqu'en 1959.

## Œuvre
Ses talents de portraitiste séduisent la bourgeoisie villeneuvoise et il réalise de nombreux portraits de commande, mais aussi de sa famille et de son entourage (notamment les membres de sa belle-famille, les Collette et Gaillard de Saint Germain qui détiennent encore de nombreuses toiles de sa main).
Il peint des scènes de vie familiale dans une atmosphère de début du XXe siècle. En 1896 il découvre la photographie et s'en sert pour capter l'instant et le retranscrire. Ses natures mortes mettent en scène avec sobriété les objets du quotidien.
Il réalise également de nombreux paysages et des scènes de la vie paysanne.
Une grande partie de ses œuvres sont visibles au musée de Gajac à Villeneuve-sur-Lot.
Ses toiles étaient souvent représentées sous forme de gravure dans la presse de l'époque, notamment à la Maison de la bonne presse.
- L'Abbé Zimezanne, 1880, huile sur toile, 64 × 52 cm, dépôt au Musée d'Agen
- L'Homme au fleuret, Portrait de M. Paul Collette, 1882, huile sur toile, 72 × 91 cm, Collection particulière[4]
- Autoportrait au pinceau, 1888, huile sur toile, 73 × 91 cm, Collection particulière
- Tobie consolant sa femme, 1894, Salon de 1895, huile sur toile, 68 × 82 cm, Collection particulière
- A la maison, vers 1894, huile sur toile, 235 × 335 cm, Centre national des arts plastiques, en dépôt au Musée de Coulommiers[5]
- Autoportrait, 1895, huile sur toile, 46 × 38 cm, Musée de Gajac, Villeneuve-sur-Lot
- Félix Aunac, 1896,, huile sur toile, Musée des Beaux-Arts d'Agen
- Le Divertissement, 1897, huile sur toile, 60 × 90 cm, Collection particulière
- La Visite du linge, 1897, huile sur toile, 190 × 120 cm, Musée de Gajac, Villeneuve-sur-Lot[6]
- La Dévideuse, Salon de 1901, huile sur toile, 140 × 172 cm, Musée de Gajac, Villeneuve-sur-Lot
- Conte d'autrefois, Salon de 1902, huile sur toile, 91 × 73 cm, Collection particulière
- Portrait de vieille en médaillon, 1902, huile sur toile, 30 × 30 cm, Collection particulière
- M. Vivier, 1904, huile sur toile, 81 × 65 cm, Musée de Gajac, Villeneuve-sur-Lot
- Fileuse au calel, Salon de 1905, huile sur toile, 82 × 67 cm, Musée de Gajac, Villeneuve-sur-Lot
- Fenaison, 1905, huile sur toile, 57 × 40 cm, Collection particulière
- Nature morte aux pommes, 1907, huile sur toile, 55 × 45 cm, Collection particulière
- La Pâtissière, 1908, huile sur toile, 55 × 53 cm, Collection particulière[7]
- Rêverie, 1909, huile sur toile, 40 × 47 cm, Collection particulière
- Portrait de Mme Paul Collette (Valentine, sœur d'Amélie), 1911, huile sur toile, 63 × 56 cm, Collection particulière
- Les Cuivres, 1911, huile sur toile, 75 × 60 cm, Collection particulière
- La Soupière blanche,1912, huile sur toile, 77 × 100 cm, Musée de Gajac, Villeneuve-sur-Lot
- Le Lot,1912, huile sur toile, 40 × 47 cm, Collection particulière
- Le Pont vieux,1912, huile sur toile, 50 × 61 cm, Collection particulière
- Le Vieillard, 1913, huile sur toile, 41 × 33 cm, Collection particulière
- L'Etang du Rooy, 1913, huile sur toile, 118 × 96 cm, Musée de Gajac, Villeneuve-sur-Lot
- Dévideuse, 1920, huile sur toile, 55 × 46 cm, Musée de Gajac, Villeneuve-sur-Lot
- Amélie à la robe noire, 1923, huile sur toile, 55 × 45 cm, Collection particulière
- Le Rayon, Salon de 1923, huile sur toile, 118 × 90 cm, Collection particulière
- L'Essoreuse, 1923, huile sur toile, 130 × 162 cm, Musée des Beaux-Arts de Bordeaux[8]
- Lettre du front, 1924, huile sur toile, 108 × 85 cm, Musée de Gajac, Villeneuve-sur-Lot
- Profil au tour de cou de velours noir, 1927, huile sur toile, 22 × 16 cm, Collection particulière
- Autoportrait au chapeau, 1929, huile sur toile, 47 × 38 cm, Collection particulière
- Autoportrait, 1929-1931, huile sur toile, 54 × 46 cm, Collection particulière
- Autoportrait au foulard rouge, 1931, huile sur toile, 60 × 50 cm, Musée de Gajac, Villeneuve-sur-Lot[9]

Dates non documentées
- Portrait de la femme du peintre, huile sur toile, 73 × 57 cm, Collection particulière
- Autoportrait à la faluche, huile sur bois, 54 × 46 cm, Collection particulière
- Amélie souriante, huile sur bois, 46 × 37 cm, Collection particulière
- La Violoncelliste, huile sur toile, 150 × 123 cm, Collection particulière
- Madame Crochepierre au châle blanc, huile sur bois, 46 × 37 cm, Collection particulière
- Baigneuses, huile sur bois, 48 × 67 cm, Collection particulière
- Amélie secrète, huile sur bois, 40 × 40 cm, Collection particulière
- Mme Dartigue, huile sur toile, 45 × 38 cm, Musée de Gajac, Villeneuve-sur-Lot
- Mme Labadie, huile sur toile, 36 × 29 cm, Musée de Gajac, Villeneuve-sur-Lot
- M. Albre, huile sur toile, 65 × 54 cm, Collection particulière
- Mme Albre, huile sur toile, 65 × 54 cm, Collection particulière
- Portrait du grand-père Albre, huile sur toile, 65 × 64 cm, Collection particulière
- Jeune fille au ruban bleu, huile sur toile, 25 × 32 cm, Collection particulière
- Petite fille à la natte, huile sur bois, 32 × 41 cm, Collection particulière
- Trois enfants, huile sur toile, 75 × 83 cm, Collection particulière
- Le Goûter, huile sur toile, 180 × 110 cm, Collection particulière
- La Couture, huile sur toile, 182 × 156 cm, Musée de Gajac, Villeneuve-sur-Lot
- Brodeuse, huile sur bois, 41 × 36 cm, Collection particulière
- Le Chaudron aux oranges, huile sur toile, 82 × 74 cm, Musée de Gajac, Villeneuve-sur-Lot
- Pot de verre et citron, huile sur toile, 80 × 93 cm, Collection particulière
- Cruche en terre, pipe et citron, huile sur toile, 12 × 90 cm, Collection particulière
- Pot d'étain au citron et cerises, huile sur toile, 38 × 46 cm, Collection particulière
- Paysage villeneuvois, huile sur toile, 30 × 40 cm, Collection particulière
- Lavandières à Gajac, huile sur toile, 23 × 32 cm, Collection particulière
- Lavandières, huile sur bois, 25 × 33 cm, Collection particulière
- Chemin ombragé, huile sur toile, 45 × 30 cm, Collection particulière
- Une grange, huile sur toile, 53 × 60 cm, Collection particulière